# Bushong (langue)
Pour les articles homonymes, voir Bushong.
Le bushong est une langue bantoue parlée par les Kuba dans la province du Kasaï en République démocratique du Congo.

## Répartition géographique
Le bushong est parlé dans la province du Kasaï entre la Sankuru et la rivière Kasaï :
- dans la chefferie Bakuba du territoire de Mweka, depuis le sud de Mweka jusqu’au nord du territoire ;
- à Ilebo et le secteur Malu-Malu.

### Dialectes
L’Atlas linguistique d’Afrique centrale dénombre les variantes et dialectes suivants :
- lashi bushɔ́ɔ́ng
- lapyááng
- lagwoong
- langyeen
- kísambo
- ikóngo
- mushítu
- musheenge

En 1958, selon Jan Vansina, le bushong est parlé par les Bushɔ́ɔ́ng, les Pyááng, les Biɛ́ɛ́ng, les Bulaang, les Kayúwééng, les Kaam, les Ilebo, les Bokíla, les Ngoombe, les habitants du village de Maluk et les Kuba de Lusambo.

## Prononciation
|            | Antérieure | Postérieure |
| ---------- | ---------- | ----------- |
| Fermée     | i          | u           |
| Mi-fermée  | e          | o           |
| Mi-ouverte | ɛ          | ɔ           |
| Ouverte    | a          |             |

|           | Bilabiale | Bilabiale | Labio- dentale | Labio- dentale | Alvéolaire | Alvéolaire | Post- alvéolaire | Post- alvéolaire | Palatale | Palatale | Vélaire | Vélaire |
| --------- | --------- | --------- | -------------- | -------------- | ---------- | ---------- | ---------------- | ---------------- | -------- | -------- | ------- | ------- |
| Occlusive | p         | b         |                |                | t          | d          |                  |                  | c        | c        | k       | ɡ       |
| Nasale    | m         | m         |                |                | n          | n          |                  |                  | ɲ        | ɲ        | ŋ       | ŋ       |
| Fricative |           |           |                |                |            |            | ʃ                | ʃ                |          |          |         |         |
| Spiranet  |           |           |                |                | l          | l          |                  |                  | j        | j        | w       | w       |